# Nuova Primavera
Nuova Primavera (New Spring) è il prequel della saga de La Ruota del Tempo, una serie di quattordici romanzi fantasy scritti dal romanziere statunitense  Robert Jordan. Inizialmente scritto nel 1998 come racconto prequel, è stato esteso in romanzo intero 6 anni dopo. Il racconto originario è uscito come parte dell'antologia Legends: Short Novels by the Masters of Modern Fantasy (1998) curata da Robert Silverberg e pubblicata in Italia dalla Sperling & Kupfer nel 2002 come Legends: racconti inediti dei maestri del nuovo fantastico. Come romanzo esteso invece è stato pubblicato nel 2004, in Italia uscito nel 2005 dalla Fanucci Editore.

## Trama
È l'alba di una giornata gelida e nevosa e mentre al di là delle Mura Lucenti di Tar Valon infuria la battaglia  che porterà alla conclusione della cosiddetta Guerra Aiel, all'interno della Torre Bianca, Moiraine e Siuan, che sono ancora due Ammesse, fanno da assistenti all'Amyrlin Seat Tamra Ospenya ed alla sua Custode degli Annali, Gitara Moroso, entrambe provenienti dall'Ajah Azzurra. Gitara, dotata del talento della predizione ad un certo momento scatta in piedi ed annuncia trafelata che il Drago è Rinato sulle pendici di Montedrago, compiendo una profezia antica di tremila e quattrocento anni; l'anziana Aes Sedai quindi muore per l'emozione dell'evento. L'Amyrlin Seat, Tamra Ospenia, ordina alle due giovani donne di non far parola con nessuno, su quanto hanno appena udito.
Nel frattempo, sul campo di battaglia, al'Lan Mandragoran, re titolare del Malkier, una nazione inghiottita dalla Grande Macchia, sta per affrontare gli Aiel, al comando di scarse truppe ed è stoicamente convinto che dovrà alla fine morire dinanzi al numero soverchiante degli avversari; all'ultimo momento però, non solo gli Aiel si ritirano, ma addirittura, passando davanti a Lan, gridano in suo omaggio il nome che gli hanno attribuito: Aan'allein che nella lingua antica significa "un uomo che è tutta una nazione". Si scoprirà in seguito che gli Aiel si sono ritirati perché è stato raggiunto il loro scopo: hanno finalmente ucciso il re Laman Damodred di Cairhien, vendicando quindi l'affronto dello sradicamento di Avendoraldera per motivi futili.
Nelle settimane successive, nella Torre Bianca, Siuan e Moiraine completano la loro istruzione per diventare Aes Sedai, mentre l'Amyrlin Seat organizza segretamente la ricerca del piccolo Drago, anzitutto mandando le Ammesse (quindi  anche le due protagoniste) a fare un censimento di tutti i piccoli neonati nelle vicinanze e quindi incaricando segretamente cinque anziane e prestigiose sorelle di cinque diverse Ajah (Bianca, Verde, Gialla, Grigia e Marrone, ma non quella Rossa), di indagare sui dati raccolti. Le due amiche, facendo supposizioni sul comportamento di Tamra, ipotizzano che l'Amyrlin voglia proteggere il piccolo dall'Ajah Rossa, che notoriamente ha un comportamento piuttosto sbrigativo nei confronti di tutti gli incanalatori maschi.
Dopo una prova severa, finalmente Moiraine e Siuan ottengono lo scialle e scelgono di entrare nell'Ajah Azzurra. Subito dopo però l'Amyrlin muore e Moiraine è costretta ad andarsene in gran segreto da Tar Valon, perché molte Aes Sedai vorrebbero candidarla alla successione al trono vacante di Cairhien, poiché lei appartiene alla dinastia reale dei Damodred. Siuan invece è costretta a restare alla Torre Bianca per occuparsi del servizio spionistico dell'Ajah Azzurra. La giovane Moiraine decide quindi di partecipare alla ricerca del piccolo Drago, utilizzando gli appunti del censimento che lei e l'amica hanno copiato, perciò si dirige verso le Marche di Confine.
Anche al'Lan Mandragoran, assieme al suo fido tutore ed attendente Bukama, sta ritornando verso le Marche di Confine. Lungo la strada, a Canluum, i due incontrano un vecchio conoscente, Ryne, e Lan sopravvive per miracolo ad un assalto in una locanda. Bukama sospetta che l'attacco sia stato orchestrato dalla vecchia amante di Lan, Lady Edeyn, che cerca di far risollevare il Malkier. Nella stessa città arriva anche Moiraine, che incontra alcune altre Aes Sedai, che però non la riconoscono; tra di esse vi sono però anche due che la riconoscono ma non ne fanno parola: Merean, la ex Maestra delle Novizie e soprattutto Cadsuane, che cerca di tenerla sotto controllo. Intanto Moiraine viene segretamente raggiunta anche da Siuan, che terrorizzata le racconta di avere scoperto che l'Ajah Nera ha eliminato tutte le cercatrici di Tamra e che probabilmente la stessa morte della Amyrlin sia da attribuire alle sorelle nere. Le amiche si danno quindi appuntamento a Chachin, la capitale di Kandor, dove dovranno indagare su un piccolo candidato.
Lungo la strada per Chachin, Moiraine si imbatte in Lan, Ryne e Bukama; i rapporti tra la giovane donna e Lan sono pessimi, ma comunque i tre uomini decidono, cavallerescamente, di scortarla, poiché lei ha mantenuto segreto il fatto di essere una Aes Sedai. Lungo la strada subiscono un nuovo attentato, ma Moiraine svela il suo potere di Aes Sedai e li salva. La giovane donna pensa che dietro l'attentato ci sia qualcuno che voglia eliminarla, perché lei è una possibile candidata al trono di Cairhien; al contrario Lan invece pensa che possa essere qualcuno che voglia eliminare lui. Proseguendo lungo la via raccolgono le notizie di strane morti, che colpiscono persone fino a quel momento ritenute molto fortunate. Una volta giunti nella capitale di Kandor, il gruppo si separa: Moiraine ritrova Siuan, mentre Lan (con i suoi accompagnatori) si installa nel Palazzo Reale, accolto con tutti gli onori dovuti al suo rango. Lì Lan incontra Lady Edeyn, che smentisce di aver cercato di eliminarlo, ma anzi vorrebbe convincerlo a sposare sua figlia ed a raccogliere finalmente tutti i Malkieri in esilio, per andare a riconquistare la patria perduta.
Anche Moiraine e Siuan, fingendosi una nobildonna Cairhienese con la sua cameriera, arrivano al Palazzo Reale, per cercare il piccolo che potrebbe essere il Drago Rinato. A palazzo però la situazione precipita. Bukama viene ucciso e Lan subisce un altro attentato con l'Unico Potere, perciò infuriato va a chiederne conto a Moiraine. Si scopre così che dietro a tutti quei fatti si celano Merean, che è una sorella nera, e Ryne, che è un amico delle tenebre. Mentre Lan riesce per miracolo a battere Ryne nel corso di un duello con la spada, Moiraine fa altrettanto con Merean, ma purtroppo ormai il Re di Kandor, suo figlio e la figlia di Edeyn, sono già stati uccisi.
Siuan intanto riesce finalmente a dare una spiegazione a tutta la serie di strane morti: le sorelle dell'Ajah Nera hanno scoperto che il Drago è rinato, ma non sono riuscite a scoprire che è ancora un neonato, perciò stanno cercando di eliminare tutti gli uomini o ragazzi che sembrano troppo fortunati (come Lan o il figlio del Re di Kandor), infatti questo potrebbe indicare che siano capaci di incanalare o di essere ta'veren. Subito dopo gli eventi a palazzo, Moiraine raggiunge Lan fuori dalla città e lo convince a rivedere il suo modo di lottare contro l'Ombra, perciò, anziché continuare a combattere in maniera solitaria e suicida contro la Macchia, lo invita a diventare il suo Custode ed a proseguire assieme a lei la ricerca del Drago Rinato.

## Edizioni in italiano
- Robert Jordan, Nuova primavera: romanzo, traduzione dall'inglese di Valeria Ciocci, Roma: Fanucci, 2005